# Rhynchospora spruceana
Rhynchospora spruceana é uma espécie de planta do gênero Rhynchospora e da família Cyperaceae. 

## Taxonomia
A espécie foi descrita em 1908 por Charles Baron Clarke. 
Os seguintes sinônimos já foram catalogados:  
- Rhynchospora filiformis latifolia  Uittien
- Rhynchospora graminea  Uittien

## Forma de vida
É uma espécie terrícola e herbácea. 

## Descrição
| Caule                 | Caule                         |
| --------------------- | ----------------------------- |
| base da planta        | cespitosa/rizomatosa          |
| Folha                 |                               |
| posição               | basal/caulinar                |
| comprimento da lâmina | 5 - 15 centímetros/15 - 40 cm |
| largura da lâmina     | 2 - 5 milímetros              |
| Inflorescência        |                               |
| posição               | terminal/axilar               |
| tipo                  | corimbiforme                  |
| Fruto                 |                               |
| cerda da perigínia    | ausente                       |
| formato do aquênio    | obovada                       |

## Conservação
A espécie faz parte da Lista Vermelha das espécies ameaçadas do estado do Espírito Santo, no sudeste do Brasil. A lista foi publicada em 13 de junho de 2005 por intermédio do decreto estadual nº 1.499-R. 

## Distribuição
A espécie é encontrada nos estados brasileiros de Distrito Federal, Goiás, Minas Gerais, Paraná e São Paulo. 
Em termos ecológicos, é encontrada nos  domínios fitogeográficos de Floresta Amazônica, Cerrado e Pampa, em regiões com vegetação de  campo limpo e cerrado.